# New York State Route 343
New York State Route 343 ( NY 343 ) är en statlig väg helt i centrala Dutchess County, i Hudson Valley-regionen i USA:s delstat New York. Den går i öst-västlig riktning från korsningen mellan NY 82 i byn Millbrook till staden Amenia, där den korsar Connecticut State Line och fortsätter österut som Route 343, en statlig motorväg i Connecticut som ligger i staden Sharon. Längs vägen har den en 11,7 km lång värdväg med NY 22 i närheten av byn Dover Plains och byn Amenia .
Hela nuvarande Rutt 343 var från början Dover-expansionen av Dutchess Turnpike. Turnpike, som användes från mitten av 1800-talet, var då en viktig transportväg som sammankopplade flera lokala samhällen till Litchfield County, Connecticut och staden Poughkeepsie. NY 343 öppnade 1930 och förbinder byn Amenia med delstatsvägen, men flyttades några år senare till delen av New York State Route 200 som löper från South Millbrook till byn Dover Plains. NY 200 vägen flyttades till öster om Millbrook i NY 343:s ursprungliga riktning. NY 200 blev en del av NY 343 under början av 1940-talet, vilket skapade en sammankoppling med NY 22 och NY 343 mellan Dover Plains och Amenia. Connecticut-delen av motorvägen var ursprungligen tänkt som en del av Rutt 4. Den fick sin nya beteckning Rutt 343 år 1932.
Längs vägen finns flera riktmärken, som Silo Ridge Country Club i byn Wassaic, Beekman Park i byn Amenia och Troutbeck Conference Center i byn Leedsville. Där NY 343 korsar statsgränsen, blir den en del av Connecticuts rutt 343, där den passerar fler landsbygdsområden och bostadsområden. Rutt 343 sträcker sig 2,4 km in i staden Sharon, Connecticut, där den sedan slutar vid en korsning med Rutt 4 och Rutt 41.